# Fasciolites
Fasciolites es un género de foraminífero bentónico normalmente considerado un subgénero de Alveolina, es decir, Alveolina (Fasciolites), o de Borelis, es decir, Borelis (Fasciolites), pero aceptado como sinónimo posterior de Alveolina de la familia Alveolinidae, de la superfamilia Alveolinoidea, del suborden Miliolina y del orden Miliolida. Su especie tipo era Fasciolites elliptica. Su rango cronoestratigráfico abarcana desde el Thanetiense (Paleoceno superior) hasta el Luteciense (Eoceno medio).

## Clasificación
Fasciolites incluía a las siguientes especies:
- Fasciolites agerensis †, también considerado como Alveolina (Fasciolites) agerensis
- Fasciolites amarassiensis †, también considerado como Alveolina (Fasciolites) amarassiensis
- Fasciolites elliptica †, también considerado como Alveolina (Fasciolites) elliptica y como 'Borelis (Fasciolites) elliptica, y aceptado como Alveolina elliptica
- Fasciolites gambaensis †, también considerado como Alveolina (Fasciolites) gambaensis
- Fasciolites himalayensis †, también considerado como Alveolina (Fasciolites) himalayensis
- Fasciolites lepidulus †, también considerado como Alveolina (Fasciolites) lepidulus
- Fasciolites levis †, también considerado como Alveolina (Fasciolites) levis
- Fasciolites minutulus †, también considerado como Alveolina (Fasciolites) minutulus
- Fasciolites olivoformis †, también considerado como Alveolina (Fasciolites) olivoformis
- Fasciolites pilulus †, también considerado como Alveolina (Fasciolites) pilulus
- Fasciolites pygmaea †, también considerado como Alveolina (Fasciolites) pygmaea y como 'Borelis (Fasciolites) pygmaea, y aceptado como Neoalveolina pygmaea
- Fasciolites subsolanus †, también considerado como Alveolina (Fasciolites) subsolanus
- Fasciolites subtilis †, también considerado como Alveolina (Fasciolites) subtilis
- Fasciolites telemetensis †, también considerado como Alveolina (Fasciolites) telemetensis
- Fasciolites tibeticus †, también considerado como Alveolina (Fasciolites) tibeticus

En Fasciolites se han considerado los siguientes subgéneros:
- Fasciolites (Borelia), también considerado como género Borelia, pero considerado nomen nudum
- Fasciolites (Glomalveolina), aceptado como género Glomalveolina
- Fasciolites (Microfasciolites), también considerado como género Microfasciolites y aceptado como Alveolina